# Andrea Blackwell
Andrea Jill Blackwell (Calgary, 23 novembre 1962) è un'ex cestista canadese.

## Carriera
Con il Canada ha disputato due edizioni dei Giochi olimpici (Los Angeles 1984, Atlanta 1996), quattro dei Campionati mondiali (1983, 1986, 1990, 1994) e tre dei Campionati americani (1989, 1993, 1995).